# Taganrog

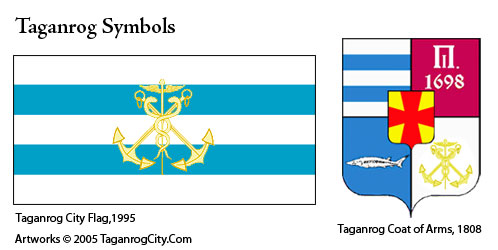
Taganrogs flagga och stadsvapen.

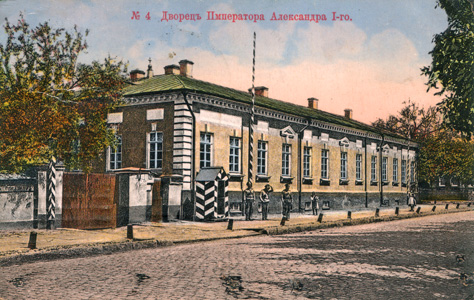
Alexander I:s palats i Taganrog.

Taganrog (ryska Таганрог) är en hamnstad på kusten mot Azovska sjön i Rostov oblast i sydvästra Ryssland, omkring 72 kilometer från Rostov-na-Donu. Den hade 253 040 invånare i början av 2015.
Peter I av Ryssland grundade år 1698 staden som fästnings- och hamnstad. Dess utveckling är nära förknippad med det ryska väldets dramatiska historia, med dess århundradelånga kamp för nå de sydliga haven. Den första borgmästaren i Taganrog var norrmannen Cornelius Cruys.
Taganrog är ett viktigt forsknings-, kultur-, och industricentrum i södra Ryssland. Den har universitet och högskola för lärarutbildning samt tekniska och yrkesskolor. Klimatet är gynnsamt och Taganrog är en betydande badort med viktig turistnäring.
I Taganrog finns bland annat flera museer: Anton Tjechovs födelsehus, Litterära museet, Durovmuseet, konstmuseerna och annat som står som kännetecken för den ryska kulturen. Taganrog är Anton Tjechovs och Faina Ranevskajas födelsestad, och personer som Aleksandr Pusjkin, tsar Alexander I, Giuseppe Garibaldi, Pjotr Tjajkovskij, Konstantin Paustovskij, Ivan Vasilenko, Victor Bregeda, Nestor Kukolnik, Achilles Alferaki, Archip Kuindzji och Konstantin Savitskij kan förknippas med Taganrog.